# Gura Vlădesei, Sălaj
Gura Vlădesei (în maghiară: Vlegyászatanya) este un sat în comuna Gâlgău din județul Sălaj, Transilvania, România.